# リチウムイオン二次電池の異常発熱問題
リチウムイオン二次電池の異常発熱問題（リチウムイオンにじでんちのいじょうはつねつもんだい）とは、リチウムイオン二次電池を利用中に、異常発熱や発火に至る問題である。

## 概要
一般に、他の二次電池に比べてリチウムイオン二次電池はエネルギー密度が高いために、本来的に危険性が高い二次電池である。エネルギー密度の高さから軽量化が図れるために携帯機器に利用される事が多いが、こういった機器においては小型化や利便性の為に充放電条件や衝撃保護などがスペックぎりぎりで運用される事も多い。さらに、リチウムイオン二次電池は、水溶性電解液を使用するニッケル・カドミウム蓄電池やニッケル・水素蓄電池などと異なり、有機溶媒を使用しているため高温で発火する危険性がある。このため多くの製品では、これらを見越した上で多重の安全対策が施されている。それでもなお、製造上の欠陥、過充電・過放電・内外からの加熱などの取り扱いの悪さ、偶発的な外部衝撃による短絡や変形などにより、内部の溶媒や溜まったガスに引火し発熱・発火に至る事例が後を絶たない。
本件が注目される契機となった事象として、2006年に相次いだ携帯電話向け及びノートパソコン向けのバッテリー不具合が挙げられる。この年には、デルやApple、IBM/レノボ、東芝、ソニー、HP (Hewlett-Packard)、富士通が発売したノートパソコンに使われていたリチウムイオン二次電池の製造過程の問題により、発火、もしくは異常過熱の恐れがある（発火事故が実際に数件発生している）として、多数の製品がリコール（自主回収、無償交換）対象となる事態があった。公式に発表される前からノートパソコン発火についてはブログなどで記載され、騒動となっていた。
中でも、業界2位のソニーエナジー・デバイス（Sony Energy Devices 以下SEDで記述）製電池の回収については、回収対象が約960万台という規模の大きさと、ソニーの知名度により話題となった。なお、規模については、後に松下電池工業（現 パナソニック オートモーティブ&インダストリアルシステムズ社）製の携帯電話向けリチウムイオン二次電池について、累計4600万個という大規模な回収が発生している。

## ノートパソコン向けSED製バッテリパック回収問題
SED製バッテリの発火事故の原因は、SED側の発表では、缶のロール成型工程で缶と治具の摩擦により発生した、ニッケルの微細な金属粉がセル内部に飛散したためとされる。通常、缶の底部に金属粉が残留した場合、その場所が底面半径の中ほど（正極内周部）であれば、電池の性能が出ないだけの、単なる不良品となるが、今回はさらに、電解液を注入した際、その金属粉が流動して絶縁部（外周部）まで到達し、ニッケル粉が絶縁層を透過し、負極側で再結晶したため短絡が発生したもの、とされている。
問題となったデルとAppleのノートPCでは、日本のノートPCでは採用していない急速充電システムを採用し、短時間充電が出来るようになっている。SEDは微小金属粉の混入と急速充電システムとの組み合わせによりまれに発熱・発火が発生する場合があると主張し、上記2社以外の電池については、きちんとした充放電管理が行われていれば問題はなく、回収の必要はないと過った説明を行ったが、その後の2006年8月23日、ソニー製ノートPCVAIOが炎上する事故が発生した。この発火原因は不明だが、矢先の事故だけに、SED製リチウムイオン二次電池に対する消費者の不安、不信を増大することとなった。そして9月29日付け発表で、SEDは消費者の不安払拭のため、該当電池の全数回収を決め、各PCメーカと回収方法の調整に入った。また、一部PCメーカ、東芝、富士通、日立では既に自主回収を始めている。更に10月中旬、シャープやソニー自身での回収が発表された。
しかしSEDは、デルやAppleの特殊な充電回路と回収対象となった電池の組み合わせにより、まれに問題が発生するという主張を再度行い、従来からの問題発生に関する見解を変更してはいない。デルやAppleはSED側の主張を真っ向から否定しており、原因はリチウムイオン二次電池側にあると特定しているが、2007年2月には業界1位の三洋電機がSED側と同じ主張を行い、リチウムイオン二次電池の回収を行っている。短時間充電を行うために採用されたパルス充電回路が発熱発火の原因となった可能性があることが指摘されている。また本記事の中では、電池メーカー技術者とリチウムイオン二次電池の特性をよく理解しないこれらのコンピュータメーカの技術者の間のコミュニケーション不足が今回の事故につながった可能性が大きいことが指摘されている。
レノボが「ノートブック PC のバッテリー・パックの安全性に関して」という発表を行った後の9月16日、IBM/レノボ製ThinkPadがロサンゼルス国際空港で発火事故を起こしたことで、上記の主張の他の潜在性も指摘されている。発火事故を起こしたThinkPadの原因調査が長引いたことで、他社ユーザーの間にも不安が拡大した。さらに東芝など数社が、自社製バッテリにおいても同様の発火事例があったことを発表し、SED製バッテリーと共に大規模なリコールを行っている。レノボとSEDは現在調査中である事を9月22日表明し、9月29日に自主回収を発表した。
10月24日、SEDは方針を改め、SED製リチウムイオン二次電池セルを使う、全メーカ・ベンダのバッテリの自主回収を正式に発表した。
交換対象となっているのは、2003年8月から2006年2月までに製造された、2.4Ahと2.6Ahの2種のSED製リチウムイオン二次電池セルを用いたノートPC用電池パックとアナウンスされている。デル、Apple、レノボを含めた回収と交換の対象個数は、当初約960万個、費用は、約510億円にのぼる見込みで、2005年に行われたソニー製CCD不具合問題におけるリコールに並ぶ、大規模なものとなった。
ただし、実際の回収・交換の対象数は590万弱に留まっている。ちなみに、ソニーの2007年3月期決算にて、512億円の電池回収費用を発表した。
なお米CPSC(消費者製品安全委員会)によると、2001年以降に発生した38件のリチウムイオンバッテリの異常加熱/発火事件のうち、ソニーまたはSED製バッテリが関連した事例は9件、うち3件は実際にSED製バッテリが原因と特定されている。2007年になっても別のSED製バッテリを搭載した東芝製ノートパソコンでの発火事故が明らかになり、回収が発表されている。

## 携帯電話向けバッテリーでの問題

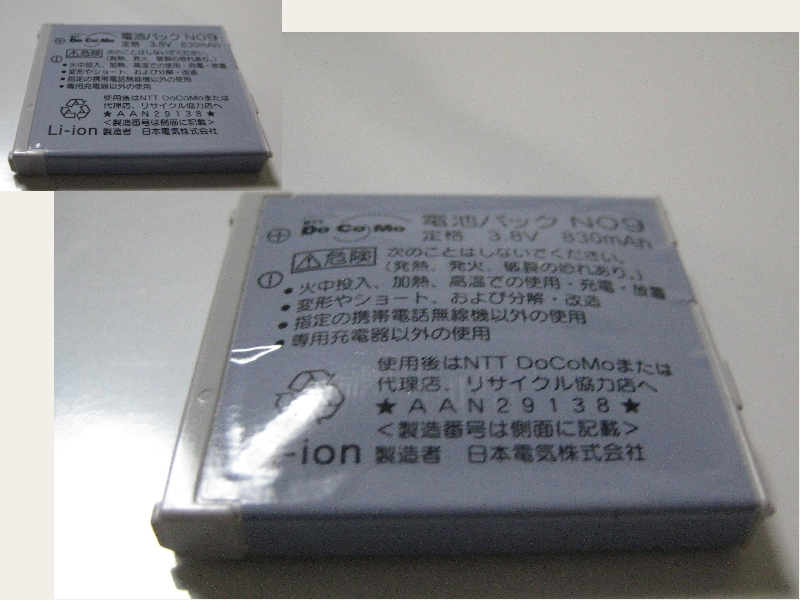
寿命を迎え、劣化・膨張したNEC製携帯電話用リチウムイオン二次電池。左上は新品のもの

2006年8月、SED製バッテリーの問題発覚と時期を同じくしてNTTドコモの携帯電話に採用されている電池パックが膨れて、ひどいものでは電話機本体に装着できないほど変形する（装着されたままの場合、携帯電話本体諸共変形する）という報告も12機種の携帯電話で発生している。交換対象は数百万台から1000万台と膨大である。新聞報道ではNTTは不具合ではなく、アフターサービスによる交換対象と発表を行っている。これらの電池の大半は、三洋電機および三洋GSソフトエナジー製のものであり、充電電圧を従来の4.2Vから4.3〜4.4Vへと高くすることで高容量化を行っていたが、膨れの原因となるガスが発生しやすく従来の電池と比較して寿命が短い、また充電時に電池が高温になりやけどするなどのクレームがあった。NTTドコモは、今後充電電圧を4.3V以上とした電池を採用しないよう、携帯電話メーカーに働きかけている。実際2006年11月に発売された903iシリーズでは、一部の機種で充電電圧が4.2Vに戻されているが、これにより902iSの電池と比較してエネルギー密度は減少し、電池重量および携帯電話本体の重量の増加につながっている。
なお同時期にKDDI (au) では、W42Kにおいて、ソフトウェア制御不具合による電池パック不良報告（電池パックそのものは良品）を9000件以上も受けていたにも拘らず、年末商戦をはさみ2007年3月までの5ヶ月間放置した。対象機種は約65万台に上り、その多くはソフトウェア修正で解消できるものの、既に電池パックが膨らんで使用不能となった場合のみ交換に応じると発表した。なお、その後数度の回収対象を拡大していた矢先に、解約・機種変更後に時計として利用しているユーザーの事故が発生したことから、2011年になってから再度告知となり、ユーザ情報の確認ができない顧客からの申告を受け付ける形で全回収となっている。
2006年12月8日、NTTドコモは、三洋電機製バッテリーパック（三洋ジーエスソフトエナジー製）を使用する三菱電機製携帯電話端末（FOMA D903i及びD902i）の販売を中止し、既に販売された130万台を回収すると発表した。新聞掲載の記事・図解によれば負極電極（-電位）終端の銅箔部が、製造装置の欠陥により折れ曲がり、充電による膨張、更に電池パック外部から加わる衝撃、外力、変形等により絶縁膜のセパレータを突き破り、電池外装缶（+電位）との間で短絡を起こし過熱・発火、場合により破裂に至ると説明されている。利用者の火傷、じゅうたん・衣類の焼損など2005年11月の発売から2006年5月までに11件の事故が報告され、2006年8月以降も18件の異常加熱、破裂の事故報告があった。メーカーは不具合に気づき、2006年5月に問題の製造装置の改修と電池内部を二重絶縁にする対策を講じたが、個別に要求のあった顧客の電池交換に応じたのみで問題の公表や回収を行わなかった。
SEDのPCバッテリー問題での異常発生率は1-2ppm程度と考えられるが、本事故の三菱電機・三洋電機における異常発生率は20ppmを超える異常な高率のトラブル発生となった段階でようやく回収が行われることになった。しかし根本原因は2006年8月にあった異常膨張トラブルが原因の一つになっていると考えられる。放充電の過負荷による電池の膨れ（膨張）を担保していない事が問題と考えられるが、2006年5月の製造装置の改修以降、この異常な膨れに対する基本的な対策が講じられなかったため今回の問題発生・拡大につながったと推定される。なお、発生率数値は新聞発表分の事項報告件数による計算値である。2006年5月と2006年8月のトラブルは共に膨れによる同質のトラブルである。ちなみに風船のように膨れた電池パックの写真が掲載された。
また、「携帯を誤って床の上などに落とすということはよくあることだが、本件の問題発生確認のシミュレーション時に外部から加わる衝撃・変形・応力を想定していなかったため回収の判断に至らなかった」と発表を行っている。同12月9日では本事故の発生・報道にかかわる三洋電機の縦割り組織の弊害も指摘されており、事業再編中でバッテリービジネスを中核事業に位置づける三洋電機、FA機器が好調だが今期赤字が見込まれる三菱電機に大きなダメージを与え、損害の補填を三洋電機側に求めると発表した。
このほか、NECトーキンが製造した電池を採用した、ウィルコム(当時)のAH-J3003SおよびWX220J（前者は、一部は旧DDIポケット時代のものを含む）向け電池パックも回収となっている（上述のW42KおよびA101Kの電池パックも、NECトーキンが製造していた）。

## 電気自動車の問題

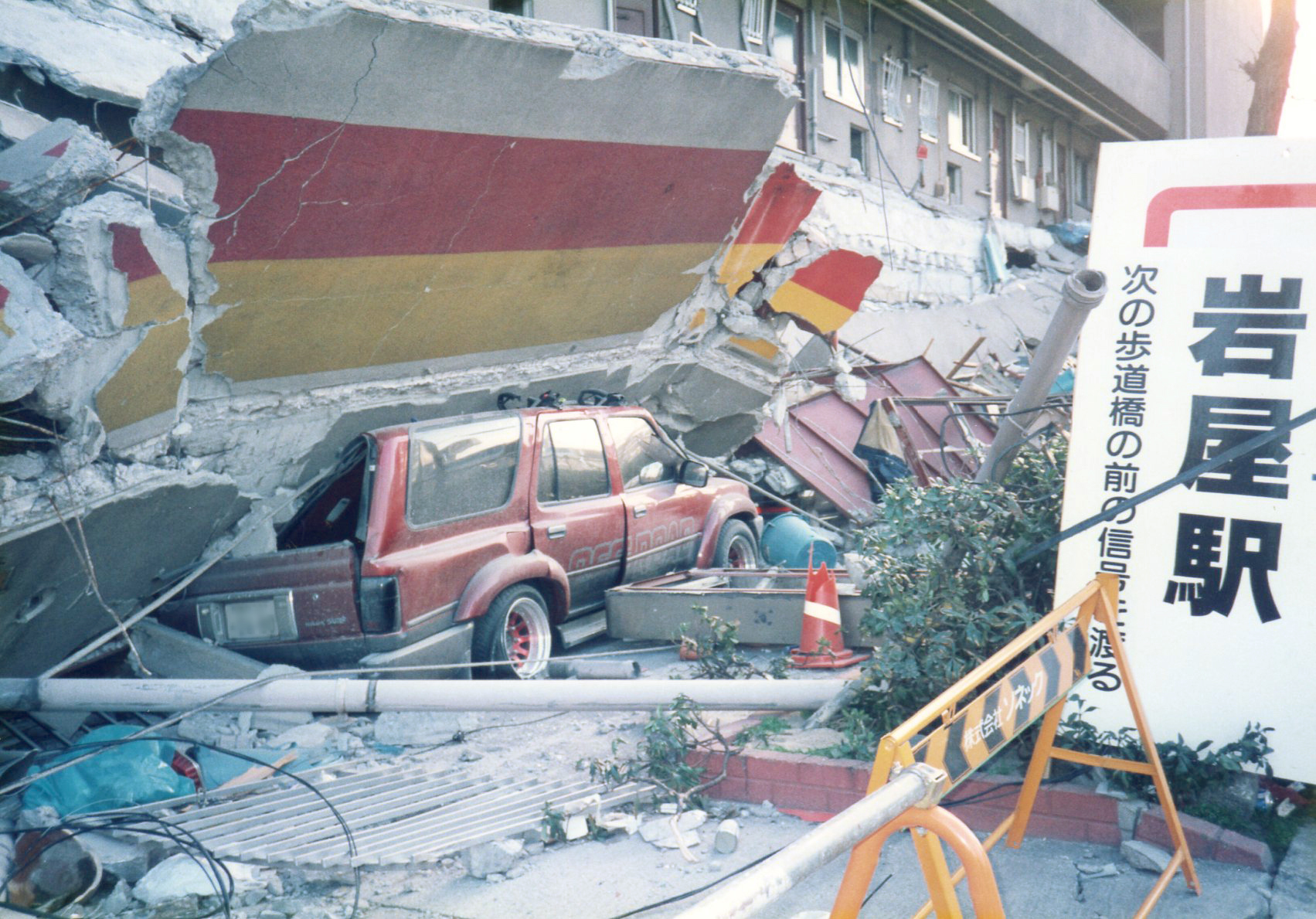
(参考)阪神・淡路大震災の建物崩落により著しく変形した車両。このように交通事故以外にも外的要因により車両が著しく変形する事例は珍しくない。

2010年代、電気自動車の開発が行われる段階でも、製品の不具合や事故時の衝撃による熱暴走に起因する火災事故はたびたび発生（後述）したが、2020年代に入っても抜本的な解決策は見られなかった。
特に自動車の場合、交通事故や災害と言った外的要因による衝撃で製品全体が著しく変形する事がある。つまりEVは｢内外双方からの甚大な衝撃リスクを抱えた、ときに100km/h以上の速度で移動する巨大LiB｣であるともいえ、衝撃を引き金にバッテリーが発煙/発火する事例も後を絶たない。
対処療法的な措置として火災事故時の消火方法が検討されているが、車内の密閉した空間に搭載したリチウムイオン二次電池を冷却することは困難で、出火時には自然鎮火を長時間待つ、ひたすら放水を繰り返す、水槽に水没させるなど力技に頼らざるを得ない状況となっている。
このような問題を背景に、中古BEVのRO-RO船や旅客カーフェリーへの乗船拒否対応を取る海運会社まで出現している。

## 2007年以降の事件
- 2007年
  - 3月2日、レノボが三洋製のバッテリーパック約20万個を回収するという報道があった。アメリカ合衆国で4件、ヨーロッパで1件の事故が確認されている模様。今回の回収が先のSEDのPCバッテリー回収問題と同様に他社へ波及する恐れがあることが指摘されたが、今回のケースはバッテリーパック自体に問題はなく、外部の衝撃によるものが原因であり、対象のバッテリーパックはレノボ向けのみであるため他社に波及することはないと発表している。また、電池パックもレノボの基準に沿って製造したものである。一部では今回の件で三洋の経営にとって大ダメージになると報じられたが、前項により今回の回収における三洋の立場はレノボへの支援という形となっている。大きな混乱にまでは至っていない[22]。松下電池工業では安全性を向上した新しいリチウムイオン二次電池を開発、量産開始しており[23]、SED製や三洋電機製リチウムイオン二次電池への影響が注目されている。
  - 8月14日、松下電器産業子会社の松下電池工業がノキアに供給したバッテリーパック｢BL-5C｣4600万個の交換にノキアが応じると報じられた[24]。すでに100件前後の問題が市場で確認されており、充電することにより異常発熱・変形し携帯電話本体に装着できなくなったり、電話機が熱で破損したりする。日本ではNTTドコモ、旧ボーダフォン（現ソフトバンクモバイル）より発売され現在も市場に残ると推定される16万パックが対象になっている。製造時期は2005年11月より2006年11月。原因は正極/負極を絶縁するセパレータ（絶縁膜）の破損による内部ショート。効率化のためのラインの改造により2006年11月以降問題の発生はなくなったが、松下はノキアから指摘を受けるまで気付くことはなかった。これまでに100件前後の不具合が確認されていたのにもかかわらず対応が後手になったこと、不具合に気付かず4600万個も生産し続けたこと、相次ぐ日本の主力メーカー製リチウムイオン二次電池トラブル、などによる日本の製造業への信頼喪失などが懸念されている。全ての電池を交換対象とすると約200億円から500億円の回収費用が発生すると報道されている[25][26]。
- 2008年
  - 8月19日、経済産業省は、Appleが発売した第1世代iPod nanoにリチウムイオン二次電池が原因と推定される過熱・焼損事故が複数発生している、として注意喚起を行なった[27]。この件について、Appleは、リコールを行ない全数を無償で後継機種へ交換するという姿勢をとっている[28]。発表中では、発生率は第1世代iPod nanoの0.001パーセント（10ppm）未満であるとしている。なお、この事故においてはバッテリーのメーカーは公表されていない。
- 2010年
  - 9月3日、ドバイにてUPS6便が飛行中に機内火災により墜落した。調査の結果、リチウムイオンバッテリーが発火源と判明した。さらにリチウムイオンバッテリーは本来危険物で積載する際には申請をしなければならないが、この時は積載の申請はされていなかった。→UPS航空6便墜落事故を参照。
- 2011年
  - BYD社が製造した電池を搭載した電気自動車BYD・e6[29]、A123・システムズ社製の電池を搭載したフィスカー・カルマがそれぞれ個別で炎上する事件が発生[30]。また、LG電子製の電池を搭載したシボレー・ボルト (ハイブリッドカー)も衝突実験中に炎上する事件を起こした。
  - 9月には、当時のカシオ日立モバイルコミュニケーションズがau向けに販売していたW52CA、W53CA、HIY01で使用する電池パック（W52CAとW53CAについては共通のものを使用）において、何らかの外傷などの要因によって電池内部でショートを起こすことに起因して、電池パックが膨張・破裂する恐れが高いという不具合があったとして、回収を行うことになった[31]。
- 2013年
  - いずれもジーエス・ユアサ コーポレーション系の電池に起因する事故である。
    - ボーイング社の最新鋭機であるボーイング787に搭載するリチウムイオン二次電池から発煙・発火する事故が相次ぎ、一時期すべての同型機の運航が停止された。→ボーイング787のバッテリー問題を参照。
    - リチウムエナジージャパンのバッテリーを搭載した三菱・アウトランダーのPHEVにおいて納車準備中バッテリーの発熱・故障があったことが発表され[32]、後にリコールとなった。公式発表ではスクリーニング検査中に衝撃が加わり、結果ショートしたことが原因とされている[33]。また岡山県にある三菱の工場においてi MiEV用のバッテリーがテスト中に発火する事故も発生している[34]。
- 2016年
  - サムスン電子が生産・販売を行うスマートフォン Galaxy Note 7で相次いでバッテリーの発火が発生し、全数リコール対応を実施している。アメリカ連邦航空局がGalaxy Note 7の旅客機への持ち込みを禁止したため、海外旅行客などが所有するGalaxy Note 7を飛行機で自国へ持ち帰れない事態となった。日本での発売も予定されていたが取り止めになった。バッテリーの生産は、同サムスングループのサムスンSDIがバッテリーを供給したことを発表している[35]。
- 2017年
  - 製品評価技術基盤機構（NITE）が2017年7月30日までに、ノートパソコンやスマートフォンなどに内蔵されたリチウムイオン二次電池の発火・発煙事故が、2012年4月 - 2017年3月までの5年間に少なくとも274件あったと発表した[36][37]。
  - 9月には山手線で、乗客がリュック内に入れていたモバイルバッテリーが発火、10月には静岡県立総合病院でモバイルバッテリーが発火した事故があった[38]。
- 2018年
  - パナソニックは2017年に連続発火事故が生じたとして、2014年にリコールを開始しているレッツノートの該当機種の対象バッテリーパック全142,019個に関して無償交換を行うことを改めて呼びかけている[39]。
- 2022年
  - 6月14日、韓国の釜山においてヒョンデ・アイオニック5が料金所の側壁に衝突、炎上し搭乗者2名が死亡する事故が発生した。監視カメラの映像より衝突3秒後には車両が火に包まれ、15分後に消防隊が到着した時点では車内まで燃え広がっていた。消防と専門家によるとバッテリーに加わった衝撃による熱暴走が原因と推測されている[40]。

- 2018年（令和元年）ごろから、不適切に廃棄されたリチウムイオン二次電池内蔵製品が原因とされるごみ収集車や清掃工場の火災が増加している[41]。